# Thatcherismo

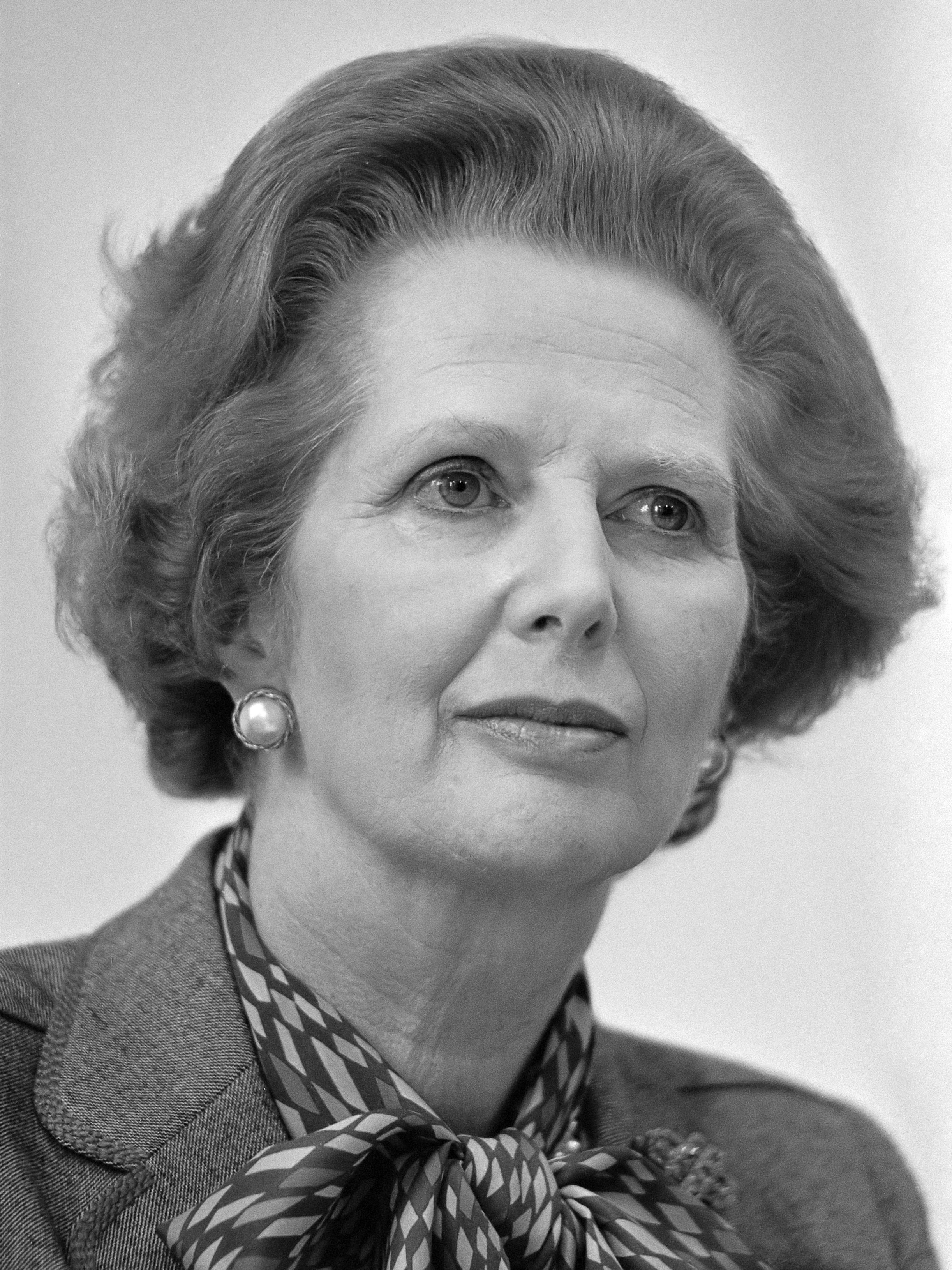
Margaret Thatcher

Il thatcherismo è una forma d'ideologia conservatrice britannica che prende il nome dalla leader del Partito Conservatore Margaret Thatcher. Il termine è stato usato per descrivere i principi del governo britannico sotto la Thatcher dalle elezioni generali del 1979 alle sue dimissioni nel 1990, i quali continuarono nei governi conservatori sotto John Major e David Cameron. I sostenitori del thatcherismo sono indicati come thatcheriani.
Il thatcherismo ha rappresentato un rifiuto deciso e un'inversione sistematica del consenso postbellico, in cui i principali partiti politici erano, in gran parte, d'accordo sui temi centrali del keynesismo (lo Stato sociale, l'industria nazionalizzata e la vicina regolazione dell'economia britannica). C'era una grande eccezione ai cambiamenti thatcheriani, il National Health Service (NHS), che era ampiamente popolare tra il pubblico britannico. Nel 1982 la Thatcher promise che l'NHS era "al sicuro nelle nostre mani" e, nel 1987, che l'NHS era "al sicuro solo con noi".
I termini esatti di ciò che compone il thatcherismo - così come la sua specifica eredità nella storia britannica negli ultimi decenni - sono controversi. Ideologicamente, il thatcherismo è stato descritto da Nigel Lawson, Cancelliere dello Scacchiere della Thatcher dal 1983 al 1989, come una piattaforma politica che enfatizza i mercati liberi con spese governative limitate e tagli fiscali, insieme al nazionalismo britannico sia in patria che all'estero, motivo anche della sua contrarietà all'Unione europea. Margaret Thatcher, inoltre, fu per la depenalizzazione dell'omosessualità e dell'aborto, nonché favorevole all'utilizzo dell'energia nucleare per contrastare il cambiamento climatico e al mantenimento della pena di morte. Sebbene la stessa Thatcher usasse raramente la parola "thatcherismo", durante la sua campagna per le elezioni generali del 1987, tenne un discorso, a Solihulle, e, quando ha descritto i successi economici, ha detto: "Questo è ciò che io chiamo Thatcherismo".
Il Daily Telegraph ha dichiarato, nell'aprile 2008, che il programma del prossimo governo non-conservatore britannico, l'amministrazione del New Labour di Tony Blair, ha sostanzialmente accettato le misure centrali di riforma del thatcherismo, come la deregolamentazione, la privatizzazione delle industrie nazionali chiave, il mantenimento di un mercato del lavoro flessibile, emarginando i sindacati e centralizzando il potere dalle autorità locali al governo centrale.